# Cấm vận với Bắc Triều Tiên

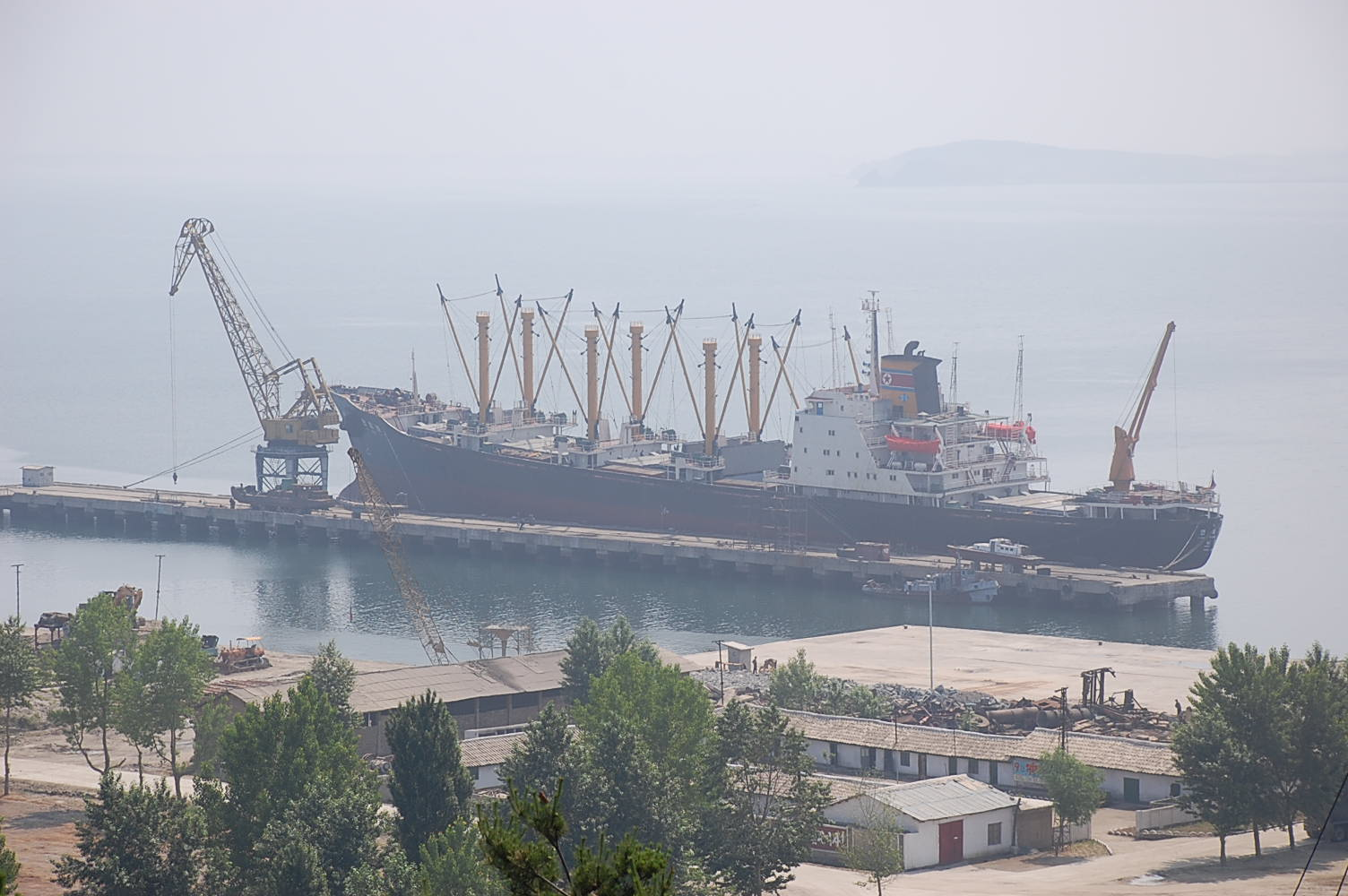
Bến tàu số 2. Nampo, Bắc Triều Tiên.

Một số quốc gia và các cơ quan quốc tế đã áp đặt các lệnh trừng phạt đối với Triều Tiên. Hiện tại, nhiều lệnh trừng phạt liên quan đến Chương trình vũ khí hạt nhân của Bắc Triều Tiên và đã được áp đặt sau vụ thử hạt nhân đầu tiên vào năm 2006.
Hoa Kỳ áp đặt các lệnh trừng phạt vào những năm 1950 và thắt chặt hơn nữa sau các vụ đánh bom quốc tế chống lại Hàn Quốc bởi các điệp viên Bắc Triều Tiên trong những năm 1980, bao gồm vụ đánh bom Rangoon và nổ bom chuyến bay 858 của Korean Air. Năm 1988, Hoa Kỳ đã thêm Triều Tiên vào danh sách các nhà tài trợ của khủng bố.
Các lệnh trừng phạt đối với Bắc Triều Tiên bắt đầu nới lỏng trong những năm 1990 khi chính phủ tự do lúc bấy giờ của Hàn Quốc thúc đẩy các chính sách cam kết với Triều Tiên. Chính quyền của bà Clinton đã ký Khung Đồng ý với Triều Tiên vào năm 1994. Tuy nhiên, việc nới lỏng các biện pháp trừng phạt kinh tế chỉ diễn ra trong thời gian ngắn. Triều Tiên tiếp tục chương trình hạt nhân và chính thức rút khỏi Hiệp ước không phổ biến hạt nhân năm 2003, khiến các nước khôi phục nhiều lệnh trừng phạt khác nhau. Các Nghị quyết của Hội đồng Bảo an Liên Hợp Quốc đã được thông qua sau khi Triều Tiên tiến hành các vụ thử hạt nhân vào năm 2006, 2009, 2013, 2016 và 2017. Ban đầu, các lệnh trừng phạt tập trung vào các lệnh cấm thương mại đối với các vật liệu và hàng hóa liên quan đến vũ khí nhưng mở rộng sang hàng hóa xa xỉ nhằm nhắm vào giới tinh hoa. Các biện pháp trừng phạt tiếp theo được mở rộng để bao gồm các tài sản tài chính, giao dịch ngân hàng, và du lịch và thương mại nói chung.

## Hội đồng Bảo an Liên Hợp Quốc
Hội đồng Bảo an Liên Hợp Quốc đã thông qua một số nghị quyết kể từ vụ thử hạt nhân đầu tiên của Triều Tiên năm 2006.
- Nghị quyết 1718, được thông qua năm 2006, yêu cầu Triều Tiên ngừng thử hạt nhân và cấm xuất khẩu một số vật tư quân sự và hàng xa xỉ sang Triều Tiên.[3][4] Ủy ban trừng phạt của Hội đồng Bảo an Liên Hợp Quốc về Triều Tiên được thành lập, được hỗ trợ bởi Hội đồng chuyên gia.[5][6][7]
- Nghị quyết 1874, được thông qua sau vụ thử hạt nhân thứ hai năm 2009, đã mở rộng lệnh cấm vận vũ khí. Các quốc gia thành viên được khuyến khích kiểm tra tàu và phá hủy bất kỳ hàng hóa nào bị nghi ngờ có liên quan đến chương trình vũ khí hạt nhân.[5][6][7]
- Nghị quyết 2087, được thông qua vào tháng 1 năm 2013 sau khi phóng vệ tinh, tăng cường các biện pháp trừng phạt trước đó bằng cách làm rõ quyền của nhà nước để chiếm giữ và phá hủy hàng hóa bị nghi ngờ đến hoặc từ Triều Tiên cho mục đích nghiên cứu và phát triển quân sự.[2][4]
- Nghị quyết 2094, được thông qua vào tháng 3 năm 2013 sau vụ thử hạt nhân thứ ba, áp đặt các biện pháp trừng phạt đối với chuyển tiền và nhằm mục đích đóng cửa Triều Tiên ra khỏi hệ thống tài chính quốc tế.[2][4]
- Nghị quyết 2270, được thông qua vào tháng 3 năm 2016 sau vụ thử hạt nhân thứ tư, tăng cường hơn nữa các biện pháp trừng phạt hiện có.[8] Nó cấm xuất khẩu vàng, vanadi, titan và kim loại đất hiếm. Việc xuất khẩu than và sắt cũng bị cấm, với sự miễn trừ đối với các giao dịch hoàn toàn vì "mục đích sinh kế." [2][9]
- Nghị quyết 2321, được thông qua vào tháng 11 năm 2016, giới hạn xuất khẩu than của Bắc Triều Tiên và cấm xuất khẩu đồng, niken, kẽm và bạc.[10][11] Vào tháng 2 năm 2017, một hội đồng của Liên Hợp Quốc cho biết, 116 trong số 193 quốc gia thành viên chưa nộp báo cáo về việc thực thi các biện pháp trừng phạt này, mặc dù Trung Quốc đã có.[12]
- Nghị quyết 2371, được thông qua vào tháng 8 năm 2017, cấm tất cả xuất khẩu than, sắt, chì và hải sản. Nghị quyết cũng áp đặt các hạn chế mới đối với Ngân hàng Ngoại thương của Bắc Triều Tiên và cấm bất kỳ sự gia tăng nào về số lượng người Bắc Triều Tiên làm việc ở nước ngoài.[13]
- Nghị quyết 2375, Nghị quyết 2375, được thông qua vào ngày 11 tháng 9 năm 2017, hạn chế nhập khẩu dầu thô và các sản phẩm dầu mỏ tinh chế của Triều Tiên; liên doanh bị cấm, xuất khẩu dệt may, khí ngưng tụ tự nhiên và nhập khẩu chất lỏng; và cấm công dân Bắc Triều Tiên làm việc ở nước ngoài ở các nước khác.[14]

Các cơ quan của Liên Hợp Quốc bị hạn chế trong khoản viện trợ mà họ có thể cung cấp cho Triều Tiên vì các lệnh trừng phạt, nhưng họ có thể giúp đỡ về dinh dưỡng, sức khỏe, nước và vệ sinh.